# Juan de Dios Sotelo Machín
Juan de Dios Sotelo Machín (Ferrol, 9 de julio de 1793 - Madrid, 15 de mayo de 1860) fue un almirante de la Armada Española. Destacó en la coberta Diamante que desembarcó y tomó la isla Margarita. Fue ministro del despacho de Marina y de Ultramar en la regencia de Espatero en 1840 por unos meses con la presidencia del Consejo de Ministros de Evaristo Pérez de Castro y de nuevo en 1847 ya en pleno reinado de Isabel II. Fue también capitán general de Cádiz, presidente de la junta del Almirantazgo y senador.